# Chrysolina cribrosa
Chrysolina cribrosa es un coleóptero de la familia Chrysomelidae.
Fue descrita científicamente en 1812 por Ahrens.